# Hypsiboas botumirim
Espèce
Hypsiboas botumirim est une espèce d'amphibiens de la famille des Hylidae.

## Répartition
Cette espèce est endémique de l'État du Minas Gerais au Brésil. Elle se rencontre à environ 660 m d'altitude dans la municipalité de Botumirim.

## Étymologie
Son nom d'espèce lui a été donné en référence à son lieu de découverte, Botumirim.

## Publication originale
- Caramaschi, Cruz & Nascimento, 2009 : A new species of Hypsiboas of the H. polytaenius clade from southeastern Brazil (Anura: Hylidae). South American Journal of Herpetology, vol. 4, no 3, p. 210-216.